# Roberto Pasca
Roberto Pasca (Napoli, 2 aprile 1821 – Napoli, 11 agosto 1897), brigadiere della Real Marina del Regno delle Due Sicilie fu colui che, su incarico del re Francesco II di Borbone, firmò la "Capitolazione per la resa della piazza di Gaeta" nel 1861.

## Biografia
Figlio di Raffaele Pasca (1790-1858), barone di Magliano e capitano di vascello, e di Maria Giuseppa Sambiase Sanseverino, fu avviato alla carriera militare, rientrando nel primo gruppo di allievi della Reale Accademia della Nunziatella scelti per ricoprire i ruoli degli ufficiali della Real marina. Dopo la campagna di Sicilia del 1848-1849 ricevette la medaglia d'onore e fu promosso tenente di vascello.
Ottenuta nel 1859 l'ulteriore promozione a capitano di fregata, fu assegnato come comandante in seconda alla Partenope, una delle fregate a vela della Real marina, della quale assunse il comando effettivo nell'agosto 1860.
Fu l'unico comandante di nave militare ad obbedire all'ordine comunicato il 6 settembre 1860 alla flotta navale dal re Francesco II affinché essa lo seguisse a Gaeta, ove Pasca il 9 settembre successivo condusse la Partenope, carica tra l'altro di marinai provenienti da altre navi i cui comandanti, viceversa, non avevano ottemperato alle disposizioni ricevute.
Non fu facile per Pasca compiere il proprio dovere: innanzitutto, per neutralizzare la resistenza dei suoi ufficiali e di alcuni sottufficiali, dovette schierare il distaccamento della fanteria di marina presente a bordo; quindi, fermatasi la Partenope nel Canale di Procida per mancanza di vento, si fece rimorchiare per circa 15 miglia dal piroscafo mercantile Sorrento, per poi riprendere la navigazione a vela al rialzarsi del vento.
Promosso l'11 settembre 1860 capitano di vascello, il 2 febbraio 1861 ricevette l'ulteriore promozione a Brigadiere. Partecipò fino alla fine alla difesa della fortezza di Gaeta, assediata dai piemontesi, con i quali, su incarico del re Francesco II ed insieme al Generale Antonelli ed al Tenente Colonnello Giovanni Delli Franci, negoziò e firmò il 13 febbraio 1861, la "Capitolazione per la resa della piazza di Gaeta", che riconosceva alle truppe borboniche l'onore delle armi. Roberto Pasca seguì la famiglia reale nell'esilio a Roma e, dopo alcuni anni, si ritirò a vita privata a Napoli. Benedetto Croce, nella sua opera Uomini e cose della vecchia Italia ricorda come fatta «oggetto di particolare stima e ammirazione, la fiera e marinaresca figura dell'ammiraglio barone Roberto Pasca».